# Rick Barry
Richard Francis Dennis "Rick" Barry III (Elizabeth, Nueva Jersey; 28 de marzo de 1944) es un exjugador de baloncesto estadounidense, que destacó en la década de 1970.
Jugó como profesional tanto en la NBA como en la ABA, y es el único jugador de la historia que ha liderado en una temporada la clasificación de máximos anotadores en ambas ligas, así como en la Liga Universitaria NCAA.
Sus cuatro hijos de su primera esposa, Pam, Brent, Scooter, Jon y Drew, fueron también baloncestistas, además de Canyon, fruto de su matrimonio con su tercera esposa, Lynn.

## Trayectoria deportiva

### Universidad
Barry jugó con la camiseta de los Hurricanes de la Universidad de Miami entre los años 1963 y 1965. En su última temporada como universitario, consiguió unas asombrosas estadísticas de 37,4 puntos y 18,3 rebotes, logrando ser el máximo anotador nacional. Su camiseta es una de las dos únicas que ha retirado su college

### Profesional

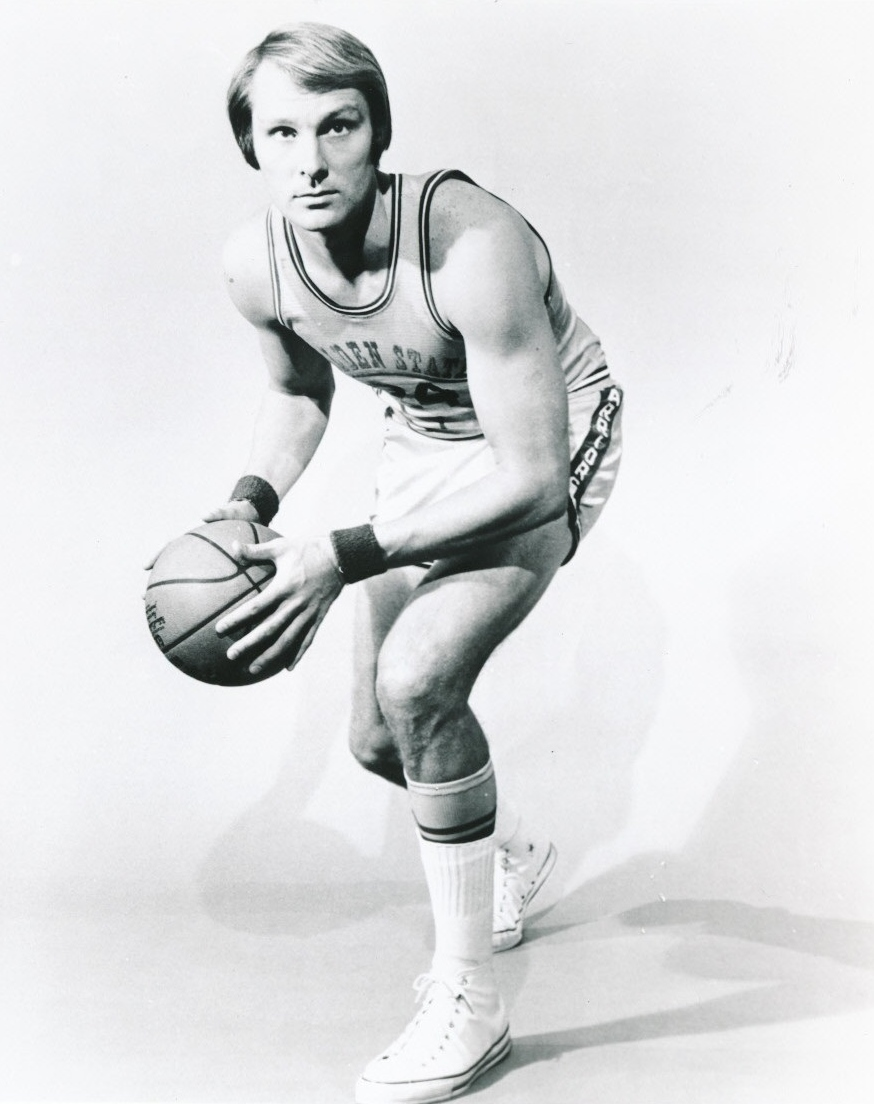
Barry, en su época de jugador.

Fue elegido en la segunda posición de la primera ronda del draft por los San Francisco Warriors. En su primer año como profesional fue elegido Rookie del año al promediar 25,7 puntos y 10,6 rebotes por partido. En su segundo año fue elegido mejor jugador del All-Star Game, y en esa misma temporada ayudó a su equipo a llegar a las finales de la NBA donde perdieron contra los Philadelphia 76ers. En el tercer encuentro de esas finales Barry anotó 55 puntos para conseguir la victoria, pero acabaron perdiendo la serie (2-4).
Después de esas dos fructíferas temporadas, y al no llegar a un acuerdo económico con los propietarios del equipo, Barry decidió hacer las maletas e irse a la liga rival, la ABA, donde los Oakland Oaks le ofrecieron un contrato más amplio.
En su único año en ese equipo consiguió, promediando más de 30 puntos por partido, el título de campeón de la ABA, pero su fama de bocazas, con declaraciones más que polémicas, le hicieron ser traspasado a los Washington Caps y de ahí a los New York Nets. 
Tras cuatro años en la liga del balón tricolor, decidió regresar a la NBA a su equipo original, ya bajo la denominación de Golden State, con los que conquistó, en 1975, su único título de la NBA en una mágica temporada en la que acabó como líder en la clasificación de tiros libres y robos de balón. Con la característica que lanzaba los tiros libres desde abajo, es decir, que situaba el balón por debajo de su cintura y luego ejecutaba el lanzamiento. Fue nombrado además MVP de las finales.
En 1979 fue traspasado a Houston Rockets a cambio de John Lucas, en donde discurrirían sus dos últimos años como profesional. Allí no pudo utilizar el número 24 que había lucido a lo largo de toda su carrera, ya que estaba ocupado por Moses Malone, así que solicitó a la NBA poder jugar con dos números a lo largo de la temporada, y se lo permitió de forma exceptional. Así, en los partidos de casa lució el 2 y en los de fuera, el 4, para poder seguir luciendo su número de la buena suerte.

## Estadísticas de su carrera en la NBA
|  | Campeones de la NBA |
|  | Líder de la liga    |

### Temporada regular
| Año     | Equipo        | PJ  | PT | MPP  | %TC  | %3P  | %TL  | RPP  | APP | ROB | TPP | PPP  |
| ------- | ------------- | --- | -- | ---- | ---- | ---- | ---- | ---- | --- | --- | --- | ---- |
| 1965-66 | San Francisco | 80  | —  | 37.4 | .439 | —    | .862 | 10.6 | 2.2 | —   | —   | 25.7 |
| 1966-67 | San Francisco | 78  | —  | 40.7 | .451 | —    | .884 | 9.2  | 3.6 | —   | —   | 35.6 |
| 1972-73 | Golden State  | 82  | —  | 37.5 | .452 | —    | .902 | 8.9  | 4.9 | —   | —   | 22.3 |
| 1973-74 | Golden State  | 80  | —  | 36.5 | .456 | —    | .899 | 6.8  | 6.1 | 2.1 | .5  | 25.1 |
| 1974-75 | Golden State  | 80  | —  | 40.4 | .464 | —    | .904 | 5.7  | 6.2 | 2.9 | .4  | 30.6 |
| 1975-76 | Golden State  | 81  | —  | 38.5 | .435 | —    | .923 | 6.1  | 6.1 | 2.5 | .3  | 21.0 |
| 1976-77 | Golden State  | 79  | —  | 36.8 | .440 | —    | .916 | 5.3  | 6.0 | 2.2 | .7  | 21.8 |
| 1977-78 | Golden State  | 82  | —  | 36.9 | .451 | —    | .924 | 5.5  | 5.4 | 1.9 | .5  | 23.1 |
| 1978-79 | Houston       | 80  | —  | 32.1 | .461 | —    | .947 | 3.5  | 6.3 | 1.2 | .5  | 13.5 |
| 1979-80 | Houston       | 72  | —  | 25.2 | .422 | .330 | .935 | 3.3  | 3.7 | 1.1 | .4  | 12.0 |
| Total   | Total         | 794 | —  | 36.3 | .449 | .330 | .900 | 6.5  | 5.1 | 2.0 | .5  | 23.2 |

## Años posteriores
Durante la década de 1990, entrenó a los Sharpshooters de Cedar Rapids de la Asociación Global de Baloncesto, y la Asociación de Baloncesto Continental, guiando al Fort Wayne Fury a un récord de victorias y derrotas de 19–37 en 1993–94. En 1998 y 1999, se desempeñó como entrenador en jefe de los New Jersey ShoreCats de la Liga de Baloncesto de los Estados Unidos. El excompañero de equipo de los Warriors, Clifford Ray, fue su principal asistente. Barry terminó segundo en su división en el Campeonato Mundial de Long Drive de 2005.

### Comentarista deportivo
Barry fue uno de los primeros jugadores de baloncesto profesionales en hacer una transición exitosa a la profesión de radiodifusión. Comenzó a transmitir durante la temporada 1967–68 transmitiendo juegos de Oakland Oaks debido a asuntos contractuales que lo mantuvieron fuera de la cancha. Barry continúa trabajando en el campo, una carrera que comenzó con su propio programa de radio en la ciudad de San Francisco y la corporación CBS cuando todavía era un jugador activo y luego con la corporación rival TBS. 
Mientras trabajaba como analista de CBS durante el Juego 5 de las Finales de la NBA de 1981, Barry hizo un comentario controvertido cuando CBS mostró una foto antigua de su colega Bill Russell, que es afroamericano. Trató de bromear diciendo que "parece un tonto allí con esa gran sonrisa de sandía". Barry luego se disculpó por el comentario, alegando que no se dio cuenta de que una referencia a las sandías tenía matices raciales contra las personas afroamericanas. Russell dijo que creía en Barry con respecto a las actitudes raciales de Barry, pero, no obstante, se informa que los dos hombres no fueron particularmente amigables por otras razones, no relacionadas con ese comentario. CBS no renovó el empleo de Barry para la temporada siguiente. Los productores luego citaron el tono negativo general de su comentario de juego, que no le cayó bien a algunos jugadores y agentes de la liga. 
La próxima temporada, Barry ocupó algunas transmisiones de los Seattle SuperSonics, pero un plan para un puesto de tiempo completo fracasó cuando insistió en que se le permitiera a su entonces esposa unirse a él cuando el equipo estaba de gira, lo que habría sido contrario a la política del equipo del canal televisivo. Al año siguiente, Barry apareció en un extenso artículo de Sports Illustrated escritos por Tony Kornheiser en el que lamentaba el fracaso de su carrera televisiva hasta ese momento, así como el hecho de que había dejado una reputación dentro de los círculos de la NBA por ser un jugador desagradable y una persona polémica. Después de esto, Barry trabajó con TBS y más tarde, con la cadena televisa TNT en la temporada 1989-1990, principalmente como analista de jugadas, pero a veces también como locutor principal junto con Bill Russell. 
Uno de los juegos más notables que Barry cubrió como locutor principal en TBS fue el Juego 5 de las Finales de la Conferencia Este de la NBA de 1985 entre los acérrimos rivales Boston Celtics y los Philadelphia 76ers, donde Larry Bird hizo un robo de último segundo que selló la victoria y el Campeonato de la Conferencia Este para los Celtics. Después de la temporada 1989–90, Barry se convirtió en el analista de jugadas en los partidos que disputaban los Atlanta Hawks que se transmitían por TBS, junto con Skip Caray. 
En una rara aventura no deportiva, Barry también presentó el piloto del programa de juegos televisivos  Catchphrase de mediados de la década de 1980; sin embargo, cuando la serie debutó en el otoño de 1985, el veterano del programa de juegos Art James lo reemplazó (la serie en sí duró poco en los EE. UU., pero se llevó el formato al Reino Unido y todavía se está ejecutando en aquel país).
Sin embargo, cuando la serie debutó en el otoño de 1985, el veterano del programa de juegos Art James lo reemplazó. 
En septiembre de 2001 , Barry comenzó a presentar un programa de entrevistas deportivas en el canal local KNBR en San Francisco hasta junio de 2003, cuando KNBR lo emparejó con Rod Brooks para copresentar un programa llamado Rick and Rod. El programa se transmitió en KNBR hasta agosto de 2006, cuando Barry abandonó la estación abruptamente por razones no reveladas al público.

## Vida personal
Rick y su hijo, Brent, es una de las cinco parejas padre e hijo en ser campeones de la NBA junto con los Thompson (Mychal y Klay), los Walton (Bill y Luke), los Guokas (Matt y Matt), y los Payton (Gary y Gary II).

### Influencia en Anime
En el manga y anime Slam Dunk el protagonista de la serie Hanamichi Sakuragi, un alumno de preparatoria que comienza a jugar Basket para impresionar a una chica (hermana del capitán del club), en el primer partido de las finales estatales contra el campeón de los últimos 16 años y unos de los equipos más fuertes a nivel nacional luego de fallar todos sus tiros libres durante los partidos preliminares y 2 en ese mismo partido toma la decisión de lanzarlos de una manera que le quede más cómoda para tirar, todos se sorprenden al verlo tomar la postura de Rick Barry con la cual acierta ambos libres por lo que la adopta para el resto de la serie siendo muy efectiva.[cita requerida]

## Logros y reconocimientos
- Rookie del año en 1966.
- Líder de anotación de la NBA en 1967, con 35,6 puntos por partido.
- Líder de anotación de la ABA en 1969, con 34 puntos por partido.
- Mejor porcentaje de tiros libres en la NBA en 6 ocasiones, y otras 3 en la ABA.
- 8 veces All Star (MVP en 1967).
- Elegido en el mejor quinteto de la NBA en 5 ocasiones.
- Nombrado uno de los 50 mejores jugadores de la historia de la NBA en 1996.
- Miembro del Basketball Hall of Fame desde 1987.
- El 23 de agosto de 1997, en la celebración de la ABA's 30 Year Reunion, fue nombrado All-Time All-ABA Team junto con Maurice Lucas, Julius Erving, Dan Issel, George Gervin y Connie Hawkins.[3]
- Elegido en el Equipo del 75 aniversario de la NBA en 2021.